# 537
Cette page concerne l'année 537  du calendrier julien. Pour l'année 537 av. J.-C., voir 537 av. J.-C. Pour le nombre 537, voir 537 (nombre).
L'année 537 est une année commune qui commence un jeudi.

## Événements
- 21 février, guerre des Goths : ayant assuré ses arrières en concédant la Provence, aux mains des Ostrogoths depuis 508, aux Francs, Vitigès quitte Ravenne et se déplace vers Rome et en fait le siège à partir de la mi-mars. Mais il doit se retirer en mars 538 et se retrancher dans Ravenne[1].
- 29 mars : début du pontificat de Vigile (fin en 556)[2]. Le pape Silvère, sous prétexte d’entente avec le royaume ostrogoth, est exilé en Lycie par Justinien empereur d’Orient puis dans l’île de Palmataria. Il est remplacé par Vigile, désigné par Théodora, qui s’engage à proclamer seule véritable la doctrine monophysite[2]. Il ne tiendra pas ses engagements.
- Printemps : la rébellion des soldats ariens de Carthage conduit par Stotzas est écrasée par Germanus à la bataille de Scalae Veteres en Numidie[3].
- 27 décembre : dédicace de l'église Sainte-Sophie de Constantinople[2].
- Année présumée de la légendaire bataille de Camlann, où le roi Arthur et Mordred trouvent la mort, dans les Annales de Cambrie. Elles mentionnent aussi pour cette année une épidémie de peste en Grande-Bretagne et en Irlande[4].

## Naissances en 537
Pas de naissance connue.

## Décès en 537
- Silvère : pape.